# 帕姆·瑞安
帕姆·瑞安（英語：Pam Ryan，1939年8月12日—），旧姓基尔伯恩（Kilborn），澳大利亚女子田径运动员。她曾代表澳大利亚参加1964年、1968年和1972年夏季奥林匹克运动会田径比赛，获得一枚银牌和一枚铜牌。